# Basil Kerski

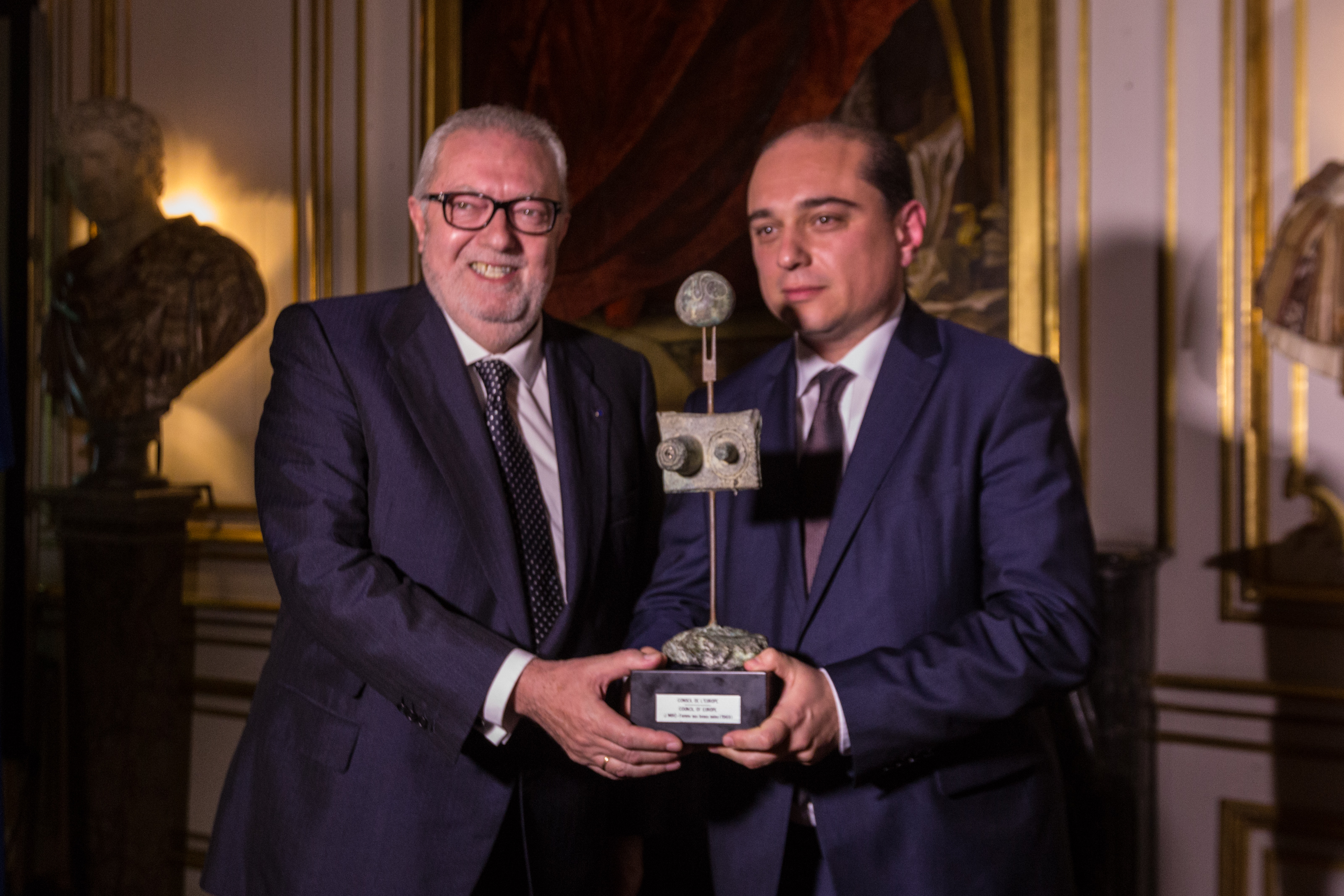
Pedro Agramunt i Basil Kerski w czasie wręczenia ECS Nagrody Muzealnej Rady Europy 2016, 19 kwietnia 2016 w Palais Rohan w Strasburgu

Basil Kerski (ur. 19 listopada 1969 w Gdańsku) – niemiecko-polski menadżer kultury, redaktor, politolog i eseista pochodzenia iracko-polskiego, od 2011 dyrektor Europejskiego Centrum Solidarności w Gdańsku.

## Życiorys
Jest synem lekarza, Irakijczyka, absolwenta studiów medycznych w Gdańsku i Polki. Nazwisko Kerski przybrał zamiast nazwiska arabskiego. W dzieciństwie przebywał przez kilka lat w Iraku, od 1976 w Polsce, od 1979 w Berlinie Zachodnim, gdzie jego ojciec znalazł pracę w szpitalu. W Berlinie Zachodnim studiował politologię i slawistykę na Wolnym Uniwersytecie. Mieszka w Berlinie i Gdańsku.
Jest od 1998 redaktorem naczelnym dwujęzycznego „Magazynu Polsko-Niemieckiego DIALOG” ukazującego się w nakładzie 7000 egzemplarzy.
W latach 1998–2010 był dyrektorem Federalnego Związku Towarzystw Niemiecko-Polskich, założonego w 1986 stowarzyszenia łączącego ponad 50 towarzystw niemiecko-polskich. Redaguje również ukazujące się w Gdańsku, założone w 1983 przez Donalda Tuska czasopismo „Przegląd Polityczny”.
Od 2011 jest dyrektorem Europejskiego Centrum Solidarności w Gdańsku.
Jako politolog, Kerski pracował w berlińskim oddziale niemiecko-amerykańskiego Aspen Institute, w Instytucie Badawczym Niemieckiego Towarzystwa Polityki Zagranicznej (Deutsche Gesellschaft für Auswärtige Politik), w Bundestagu oraz w Ośrodku Badań Społecznych w Berlinie (Wissenschaftszentrum Berlin für Sozialforschung).
Jest autorem i redaktorem wielu książek niemieckich, polskich i ukraińskich na tematy historyczne, polityczne i literackie. Członek zarządu polskiego PEN Clubu, przewodniczący rady naukowej Fundacji Genshagen, członek rady Fundacji Allianz-Kulturstiftung, członek Stowarzyszenia Pracowników, Współpracowników i Przyjaciół Rozgłośni Polskiej Radia Wolna Europa Imienia Jana Nowaka-Jeziorańskiego w Warszawie.
Publikuje liczne komentarze i eseje w prasie, m.in. w „Neue Zürcher Zeitung”, „Der Tagesspiegel”, „Berliner Zeitung”, „Süddeutsche Zeitung”, „Die Welt”, „Limes”, „New Eastern Europe”, a także w „Gazecie Wyborczej”, „Rzeczpospolitej”, „Tygodniku Powszechnym” i „Nowej Europie Wschodniej”.
W latach 2001–2005 był wykładowcą w Instytucie im. Otto Suhra na Wolnym Uniwersytecie w Berlinie, w 2011 prowadził zajęcia w Instytucie Historii Uniwersytetu Humboldta w Berlinie.
W 2011 wygrał konkurs na szefa Europejskiego Centrum Solidarności. Były szef ECS, o. Maciej Zięba, podał się do dymisji 13 września 2010. Decyzja wyboru Basila Kerskiego na stanowisko szefa ECS została oprotestowana przez PiS i początkowo także przez Lecha Wałęsę. Jednak z czasem Lech Wałęsa wrócił do prac w Radzie ECS oraz przeniósł swoje biuro do nowej siedziby instytucji, przy placu Solidarności w Gdańsku.

## Publikacje
- Solidarność. Die unvollendete Geschichte der europäischen Freiheit (razem z Katarzyną Domagałą-Pereira i Bartoszem Dudkiem), Freiburg: Herder Verlag 2023
- Stocznia. Człowiek. Przemysł. Miasto (razem z Konradem Knochem i Magdaleną Staręgą), Gdańsk: Europejskie Centrum Solidarności 2023
- Gdańsk. Bagdad. Berlin. Oblicza (mojej polskiej) tożsamości (i solidarności), Kraków: Wydawnictwo Austeria 2022
- Bohdan Osadczuk, Wyznania ukraińskiego polonofila. Wybór tekstów, opracowanie i wstęp Basila Kerskiego, Paryż-Lublin: Instytut Literacki, Uniwersytet Marie Curie-Skłodowskiej 2022
- European Solidarity Centre Permanent Exhibition. Catalogue (razem z Konradem Knochem), Gdańsk: Europejskie Centrum Solidarności 2021
- Solidarity, Democracy, Europe (razem z Jackiem Kołtanem), Gdańsk: Europejskie Centrum Solidarności 2021
- Przeciwko wrogości, „Kultura” wobec Niemiec i sąsiedztwa polsko-niemieckiego. Antologia, Paryż-Warszawa: Instytut Literacki, Instytut Książki 2020
- Solidarność, demokracja, Europa (razem z Jackiem Kołtanem), Gdańsk: Europejskie Centrum Solidarności 2020
- Europäische Lektionen. Deutsch-polnische Essays. Berlin: Deutsch-Polnische Gesellschaft Bundesverband 2018
- Polnische Spuren in Deutschland. Ein Lesebuchlexikon (razem z Dieterem Bingenem, Andrzejem Kaluzą i Peterem Oliverem Loewem). Bonn: Bundeszentrale für politische Bildung 2018
- Europäisches Solidarność-Zentrum. Führer durch die Dauerausstellung (razem z Konradem Knochem), Gdańsk: Europejskie Centrum Solidarności 2017
- Stettin. Die Wiedergeburt einer Stadt. Szczecin. Odrodzenie miasta, Potsdam: Deutsches Kulturforum Östliches Europa 2016
- Europejskie Centrum Solidarności. Przewodnik po wystawie stałej (razem z Konradem Knochem), Gdańsk: Europejskie Centrum Solidarności 2016[8]
- European Solidarity Centre. Permanent Exhibition Guide (razem z Konradem Knochem), Gdańsk: Europejskie Centrum Solidarności 2016[9]
- Gdańskie tożsamości, Gdańsk: Instytut Kultury Miejskiej 2014
- Katalog wystawy stałej Europejskiego Centrum Solidarności (razem z Pawłem Golakiem i Konradem Knochem), Gdańsk: Europejskie Centrum Solidarności 2014
- Die Dynamik der Annäherung in den deutsch-polnischen Beziehungen. Gegenwart und Geschichte einer Nachbarschaft, Düsseldorf: Düsseldorf University Press 2011.
- Danziger Identitäten. Eine mitteleuropäische Debatte, Potsdam Deutsches Kulturforum Östliches Europa 2011.
- Świadek i historyk. Rozmowy z Arno Lustigerem (razem z Joanną Vincenz), Sejny: Fundacja Pogranicze 2009.
- Homer na placu Poczdamskim. Szkice polsko-niemieckie, Lublin, Wydawnictwo Uniwersytetu Marii Curie Skłodowskiej 2008.
- „Przebaczamy i prosimy o przebaczenie”. Orędzie biskupów polskich i odpowiedź niemieckiego episkopatu z 1965 roku. Geneza-kontekst-spuścizna (razem z Robertem Żurekiem i Tomaszem Kycią), Olsztyn, Biblioteka Borussii 2007.
- Polska i Ukraina. Rozmowy z Bohdanem Osadczukiem (razem z Andrzejem Stanisławem Kowalczykiem), Wrocław, Kolegium Europy Wschodniej 2007.
- „Wir vergeben und bitten um Vergebung” Der Briefwechsel der polnischen und deutschen Bischöfe von 1965 und seine Wirkung (razem z Robertem Żurekiem und Tomasz Kycią) Osnabrück, Fibre-Verlag 2006.
- Ein jüdisches Leben im Zeitalter der Extreme. Gespräche mit Arno Lustiger (razem z Joanną Skibińską), Osnabrück, Fibre-Verlag 2004.
- Ein ukrainischer Kosmopolit mit Berliner Adresse. Gespräche mit Bohdan Osadczuk (Alexander Korab) (razem z Andrzejem Stanisławem Kowalczykiem), Osnabrück, Fibre-Verlag 2004 (także po ukraińsku: Розмови з Богданом Осадчуком, Kiiv, Duch i Litera 2009).
- Berlin Zachodni, Berlin Wschodni, Berlin. Szkice i rozmowa o stolicy Niemiec (razem z Joachimem Trenknerem i Wolfgangiem Templinem), Szczecin, Instytut Niemiec i Europy Północnej 2003.
- Otwarta brama. Niemcy między zjednoczeniem a końcem stulecia, Olsztyn, Biblioteka Borussii 1999, z przedmową Władysława Bartoszewskiego.
- Przyjaźń nakazana? Stosunki między NRD a Polską w latach 1949–1990 (razem z Andrzejem Kotulą, Krzysztofem Ruchniewiczem i Kazimierzem Wóycickim), Wrocław, Wydawnictwo Atut 2010.
- Realiści z wyobraźnią. Antologia Kultury 1976-2000 (razem z Andrzejem Stanisławem Kowalczykiem), Lublin, Wydawnictwo Uniwersytetu Marii Curie Skłodowskiej 2007.
- Bohdan Osadczuk, Niepodległa Ukraina, Szkice, Sejny, Fundacja Pogranicze 2006.
- Stosunki polsko-niemieckie 1949-2005. Wspólnota interesów i wartości? (razem z Wolfem-Dieterem Eberweinem), Olsztyn, Biblioteka Borussii 2005.
- Preußen – Erbe und Erinnerung. Essays aus Polen und Deutschland, Potsdam, Deutsches Kulturforum östliches Europa 2005.
- Die Ukraine, Polen und Europa. Europäische Identität an der neuen EU-Ostgrenze (razem z Renatą Makarską), Osnabrück, Fibre-Verlag 2004.
- Prusy. Pamięć i dziedzictwo, Szczecin, Instytut Niemiec i Europy Północnej 2004.
- Deutsch-polnische Beziehungen. Verhältnis ungeklärt. Was war? Was ist? Was wird sein?, Herausgeber, Berlin, Stiftung Schloss Neuhardenberg und Deutsch-Polnische Gesellschaft Bundesverband 2004.
- Joachim C. Fest, Współczesność przeszłości. Szkice, Olsztyn, Biblioteka Borussii 2004.
- Zwangsverordnete Freundschaft? Die Beziehungen zwischen der DDR und Polen 1949-1990, Osnabrück, Fibre-Verlag 2003.
- Die deutsch-polnischen Beziehungen. Eine Werte- und Interessengemeinschaft? (razem z Wolfem-Dieterem Eberweinem); Opladen, Leske und Budrich 2001.
- Die polnische Emigration und Europa 1945-1990. Eine Bilanz des politischen Denkens und der Literatur Polens im Exil, Osnabrück, Fibre-Verlag 2000.
- Jerzy Stempowski, Bibliothek der Schmuggler, Hamburg, Rospo Verlag 1998.

## Nagrody i odznaczenia
- Złoty Krzyż Zasługi (RP) (2005)
- Nagroda Jabłonowskiego Societas Jablonoviana Uniwersytetu Lipskiego (2005)
- Nagroda honorowa im. Georga Dehio (2007)
- Nagroda Zjednoczenia, „Einheitspreis” (2009)
- Nominacja do Nagrody im. Jerzego Giedroycia (2009, 2010, 2011, 2012, 2013 i 2014[10])
- Nagroda Polonii Europejskiej „Polonicus” (2013)
- Krzyż Rycerski Orderu Lwa Finlandii (2015)
- Radiowa Osobowość Roku 2014 Radia Gdańsk (2015)[11]
- Srebrny Medal „Zasłużony Kulturze Gloria Artis” Ministra Kultury i Dziedzictwa Narodowego (2015)[12]
- Krzyż Kawalerski Orderu Zasługi Republiki Federalnej Niemiec (2016)[13]
- Nominacja do nagrody Człowiek roku Dziennika Bałtyckiego (2017)[14]
- Nagroda imienia Sérgio Vieira de Mello (2018)[15]
- Nagroda im. Jerzego Turowicza (2019)[16]
- Kawaler Orderu Legii Honorowej Republiki Francuskiej (2022)